# Элькано, Хуан Себастьян
Хуа́н Себастья́н дель Ка́но (фамилия при рождении — Элька́но; исп. Juan Sebastián del Cano (Elcano), баск. Juan Sebastian Elkano; ок. 1486, Гетариа, провинция Гипускоа, Королевство Кастилия и Леон, ныне Испания — 4 августа 1526, Тихий океан) — испанский мореплаватель, один из 18 человек (участников экспедиции Фернана Магеллана, вернувшихся в Испанию на единственном уцелевшем из пяти судов), первыми обогнувших земной шар.

## Биография

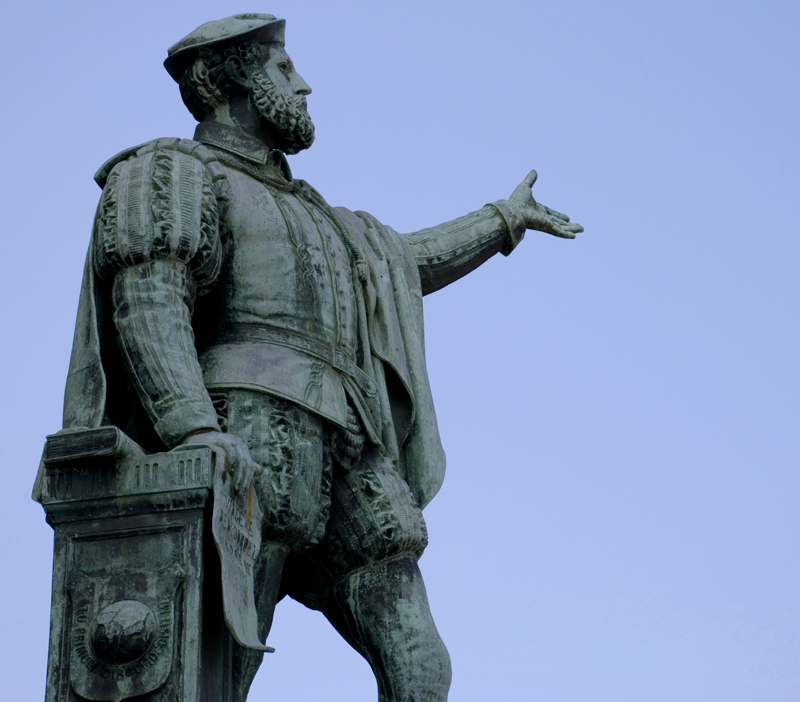
Памятник Элькано в его родном городе Гетариа

Родился в семье басков. У него было три брата. В молодости был наёмником и воевал в Италии. Заработав денег, обосновался в Севилье, стал капитаном торгового судна. В 1510 году Элькано участвовал в осаде Триполи. Так как испанское казначейство отказалось выплатить деньги для расчета с экипажем, Элькано пришлось взять в долг у савойских купцов. Позже кредиторы стали требовать уплаты долга, и Элькано был вынужден продать свой корабль, что в то время считалось преступлением. Скрываясь от суда, Элькано бежал в Севилью, где Ибаролла помог устроиться на флотилию Фернана Магеллана. Сдав экзамены, Элькано был назначен кормчим на корабле экспедиции Магеллана «Консепсьон».
В апреле 1520 года участвовал в мятеже офицеров Магеллана, отчаявшихся в поисках пролива между Атлантическим и Тихим океанами и собиравшихся развернуть корабли. Во время бунта командовал галеоном «Сан-Антонио». Тем не менее, был пощажён, как и остальные мятежники, кроме совершившего убийство Кесады, капитана Картахены и одного священника.

Карта первого кругосветного путешествия Фернана Магеллана и Хуана Себастьяна Элькано

После гибели Магеллана в битве при Мактане возглавил экспедицию и завершил её 8 сентября 1522 года, приведя корабль «Виктория» из Юго-Восточной Азии в Испанию.
Обратный путь Элькано был рискованным, так как во избежание встреч с португальцами он вёл «Викторию» через южные воды Индийского океана и вокруг Африки, не приближаясь к берегу. Хотя часть экипажа стала требовать от капитана взять курс на принадлежащий португальской короне Мозамбик и сдаться в руки португальцев, большинство моряков и сам капитан Элькано решили любой ценой попытаться доплыть до Испании. «Виктория» с трудом обогнула мыс Доброй Надежды и затем два месяца без остановок шла на северо-запад вдоль африканского побережья.
18 марта 1522 года Элькано открыл остров Амстердам, но не дал ему никакого названия. Кроме него, Испании достигли ещё 17 человек команды «Виктории» (позже вернулись ещё задержанные португальцами на Островах Зелёного Мыса моряки с «Виктории» и 4 человека из команды корабля «Тринидад»). В отличие от Магеллана, не рассчитывавшего после Островов Пряностей продолжать путь на запад, Элькано сознательно выбрал кругосветный маршрут.

Герб Хуана Себастьяна Элькано

За данную экспедицию император Карл V присвоил Элькано личный герб, на котором в числе прочего был изображён земной шар с девизом Primus circumdedisti me (лат. Ты первый обогнул меня), и назначил ежегодную пенсию. После этого Элькано стал дель Кано. На основе его рассказов императорский секретарь Максимилиан Трансильван составил первый отчёт о путешествии, получивший большую известность в Европе.
Элькано участвовал в качестве капитана одного из кораблей в экспедиции Гарсиа Хофре де Лоайса, которая направлялась по проложенному Магелланом пути к Островам Пряностей. Плаванье выдалось очень тяжёлым, и смертность на кораблях была крайне высока. 30 июля 1526 умер адмирал Лоайса, назначив своим преемником Элькано, который сам к тому времени был тяжело болен. 6 августа его помощник Андрес Урданета отметил в своём журнале: «Скончался доблестный сеньор Xуан Себастьян дель Элькано». В тот же день покойный был похоронен в море. Новый командир, Торивьо Алонсо Саласар, увидел землю (один из Маршалловых островов) две недели спустя.
На родине мореплавателя, в Гетарии, память об Элькано была увековечена каменной плитой с надписью: «… достославный капитан Хуан Себастьян дель Кано, уроженец и житель благородного и верного города Гетарии, первый обогнувший земной шар на корабле „Виктория“. В память героя поставил эту плиту в 1661 году дон Педро де Этаве-и-Ази, кавалер ордена Калатравы. Молитесь за упокой души того, кто первый совершил путешествие вокруг света».
У Элькано был внебрачный сын Доминго, рождённый от Марии Эрнандес Дерниальде.